# Zadarska rezolucija
Zadarska rezolucija je dokument prihvaćen u Zadru 17. listopada 1905. na sastanku 26 srpskih opozicijskih zastupnika iz Dalmacije, odnosno srpskih zastupnika u Carevinskom vijeću Austro-Ugarske s predstavnicima srpskih stranaka u Dalmaciji (Srpska stranka) te banskoj Hrvatskoj (Srpska narodna radikalna stranka i Srpska samostalna stranka). 
Rezolucijom srpski političari prihvaćaju načela Riječke rezolucije donesene 14 dana ranije, uz uvjet da se prizna ravnopravnost srpskog naroda s hrvatskim, da se uči srpska povijest, rabi ćirilica i jezik zove hrvatski ili srpski. Slažu sa sa zahtjevima za poboljšanje državnopravnog položaja Hrvatske i podržavaju hrvatski zahtjev za priključenje Dalmacije banskoj Hrvatskoj. Pritom su iskazali spremnost poduprijeti nastojanja mađarske oporbe oko ostvarenja državne samostalnosti uz iste uvjete koje navode Hrvati u Riječkoj rezoluciji. Dok Riječka rezolucija prvenstveno govori o hrvatsko-mađarskim odnosima, Zadarska rezolucija govori o hrvatsko-srpskoj suradnji. Potpora ideji sjedinjenja Hrvatske i Dalmacije uvjetovana je zahtjevom da Hrvati u Trojednici zasebno naglase ravnopravnost srpskog s hrvatskim narodom.
U pregovorima s hrvatskim predstavnicima, koji su potom slijedili, 14. studenog 1905. u Zadru je bio potpisan sporazum u kojem je istaknuto da su Hrvati i Srbi jedan narod, koji će zajednički raditi na sjedinjenju hrvatskih zemalja. Potpisani zastupnici zaključili su da se zajednički jezik ubuduće treba zvati hrvatski ili srpski, kako je već bilo utvrđeno 1883. na Dalmatinskom saboru, da se u školama treba jednako učiti hrvatska i srpska povijest te latinica i ćirilica, a u dalmatinskim općinskim vijećima u kojima je barem trećina srpskih zastupnika treba pored hrvatske zastave izvjesiti i srpsku. Time je bilo dovršeno približavanje hrvatskih i srpskih političara u Hrvatskoj, stvoren temelj za stvaranje Hrvatsko-srpske koalicije i provođenje politike »novoga kursa«. Na temelju Riječke i Zadarske rezolucije ustrojena je oporbena skupina nazvana Hrvatsko-srpska koalicija, koja je već 11. prosinca 1905. objavila svoj politički program.

## Poveznice
- Riječka rezolucija
- Politika novoga kursa
- Hrvatsko-srpska koalicija